# Niella Belbo
Niella Belbo é uma comuna italiana da região do Piemonte, província de Cuneo, com cerca de 420 habitantes. Estende-se por uma área de 11 km², tendo uma densidade populacional de 38 hab/km². Faz fronteira com Bossolasco, Feisoglio, Gorzegno, Mombarcaro, San Benedetto Belbo.

## Demografia
| Variação demográfica do município entre 1861 e 2011                               |
|                                                                                   |
| Fonte: Istituto Nazionale di Statistica (ISTAT) - Elaboração gráfica da Wikipedia |